# 国会対策委員会
国会対策委員会（こっかいたいさくいいんかい）とは、日本の政党（国会に議席を有するものに限る）に置かれる機関（組織）の一つ。永田町では、国対（こくたい）と略される。

## 概要
各党の国対（委員長、委員長代理、副委員長、委員など）は、相互に密接に連絡を取り合い、本会議や重要法案を抱える常任委員会、特別委員会の日程を、俗に「国対委員長会談」と呼ぶ非公開の場で協議する。その成案は、衆参両議院の常任委員会の一つである議院運営委員会（議運）で協議される。議運の理事は各党の国対幹部を兼任している。長年に渡り国対を務め他党とのパイプを作り上げた議員は、特に自民党において国対族と呼ばれ、国会運営に際して重宝されていた。
先進国の多くは議長などが中心となり議院を運営するのに対し、日本では行政府が立法府に対して法案の審議を求める法的根拠が存在しないため、法的には非公式機関である政党の国対関係者が水面下で運営に関わるいわゆる「国対政治」が発達した。
1980年の社公合意以降、日本共産党は会談から排除されてきたが、1990年代後半からの政界の枠組みの変化により、書記局長が他党の幹事長と同列に幹事長・書記局長会談に参加したり、民主党、社民党、国民新党と共に、野党国会対策委員長会談を開いたりし、排除は解消された。

その後、常に自民・非自民双方に対して是々非々の方針を採る日本維新の会が誕生すると、排除されないどころか双方から懐柔の対象とみなされるようになった。こうして与野党同士の国対政治は主要全会派を巻き込んで続くことになった。

## 日本の各政党の国会対策委員会
自由民主党国会対策委員会
(2025年1月31日現在）
- 委員長 坂本哲志
- 委員長代行 空席
- 委員長代理  丹羽秀樹
- 筆頭副委員長 村井英樹
- 副委員長 中西健治、田所嘉徳、鬼木誠、田野瀬太道、佐々木紀、井出庸生、井野俊郎、三谷英弘、鈴木隼人、小寺裕雄、高木啓、深澤陽一、磯崎仁彦、藤川政人
参議院自由民主党国会対策委員会[2]

　(2025年1月31日現在）
- 委員長 石井準一
- 委員長代行 磯崎仁彦
- 委員長代理 藤川政人
- 副委員長 中西祐介、石田昌宏、進藤金日子、朝日健太郎、佐藤啓、小川克巳、船橋利実、星北斗

公明党国会対策委員会
(2025年8月17日現在）
- 委員長 佐藤英道
- 委員長代理 吉田宣弘
- 筆頭副委員長 中川康洋
- 副委員長 角田秀穂、福重隆浩、中川宏昌
参議院公明党議員団国会対策委員会[4]

　(2024年10月15日現在）
- - 委員長 里見隆治
  - 筆頭副委員長 伊藤孝江

立憲民主党国会対策委員会
(2025年1月28日現在）
- 国会対策委員会（衆議院）
- 委員長　笠浩史
- 委員長代理　後藤祐一
- 筆頭副委員長　山井和則
- 副委員長　青柳陽一郎、吉川元、森山浩行、野間健 、岡本あき子、森田俊和、道下大樹
- 委員、委員長補佐　吉田晴美、渡辺創、大築紅葉
国会対策委員会（参議院）
- 参議院国会対策委員長　斎藤嘉隆
- 参議院国会対策委員長代理　石橋通宏、杉尾秀哉、熊谷裕人

日本維新の会国会議員団国会対策委員会
(2025年8月19日現在）
- 委員長 遠藤敬
- 委員長代行 柴田巧
- 委員長代理 奥下剛光
- 参議院国会対策委員長 高木佳保里

国民民主党国会対策委員会
（2024年12月11日現在）
- 委員長 古川元久
- 委員長代理 村岡敏英、西岡秀子
- 副委員長 石井智恵、臼木秀剛、岡野純子、小竹凱、菊池大二郎、岸田光広、仙田晃宏、丹野みどり、許斐亮太郎
- 参議院国会対策委員長 伊藤孝恵

参政党
- 衆議院国会対策委員長 鈴木敦
- 同副委員長 北野裕子
- 参議院国会対策委員長 梅村みずほ

れいわ新選組国会対策委員会
- 委員長 山川仁
- 参議院国会対策委員長 伊勢崎賢治
- 参議院国会対策副委員長 木村英子

日本共産党中央委員会国会対策委員会
(2025年8月17日現在）
- 委員長 塩川鉄也
- 衆議院国会対策委員長 塩川鉄也
- 同副委員長 田村貴昭、辰巳孝太郎
- 参議院国会対策委員長 仁比聡平
- 同副委員長 岩渕友、大門実紀史

日本保守党国会対策委員会
- 衆議院国会対策委員長 河村たかし[10]

社会民主党全国連合国会対策委員会
- 委員長 新垣邦男

有志の会（会派）
- 委員長 福島伸享[12]